# جان كلود أدريان هلفيتيوس
جان كلود أدريان هلفيتيوس طبيب فرنسي، هو عضو الأكاديمية الملكية للعلوم ، ولد يوم 18 جويليا 1685 وتوفي في فرساي يوم 17 جويليا 1755 .